# Louis Thaler
Louis Thaler, né le 17 juillet 1930 à Paris et mort le 18 juin 2002 à Auxerre, est un paléontologue et géologue français, professeur à l'Université des sciences & techniques du Languedoc (Montpellier 2) dont il fut aussi président.
Il s'est illustré par sa contribution déterminante au développement en France de la biologie de l'évolution en général et de la théorie synthétique de l'évolution en particulier, fondant en 1981 l'Institut des sciences de l'évolution, unité mixte d'enseignement et de recherche associant l’Université, le CNRS, l'EPHE et l'IRD et considérée comme le berceau de l’école montpelliéraine de biologie évolutive.

## Parcours

### Une vocation précoce
Le jeune Louis Thaler a vraisemblablement développé sa vocation auprès de son oncle Paul Ostoya, botaniste mycologue et journaliste scientifique, longtemps directeur du mensuel La Nature, darwinien convaincu et auteur en 1951 d'un ouvrage, précurseur en France, sur les théories de l'évolution.
Au Muséum national d'histoire naturelle (MNHN), il rencontre par ailleurs René Lavocat qui l'initie à l'étude des rongeurs fossiles, dont il était l'un des rares spécialistes en Europe, et qui deviendront plus tard le sujet de sa thèse de doctorat,.

### Formation
Louis Thaler entre à l'École normale supérieure en 1952 et obtient l'agrégation de sciences naturelles en 1956.
En 1957 il fait un séjour d'étude à New York au département de géologie & de paléontologie de l'American Museum of Natural History, alors dirigé par George Gaylord Simpson, paléontologue expert des mammifères mais surtout l'un des "pères" historiques de la théorie synthétique de l'évolution.
il doit alors interrompre ses études de 1957 à 1960 pour effectuer son service militaire. Il est envoyé en Algérie comme officier des SAS (Sections administratives spécialisées).

### Carrière scientifique & universitaire
En 1961, à son retour d'Algérie, Louis Thaler obtient un poste de chef de travaux au laboratoire de géologie de la faculté des sciences de Montpellier. Il entreprend alors une thèse sur les rongeurs fossiles du Languedoc, parrainée par René Lavocat qui l'a rejoint à Montpellier.
Il soutient sa thèse de doctorat en 1964.
Nommé professeur [date ?], il prend la direction du laboratoire de paléontologie.
Il organise en 1978 la création du DEA "Biologie de l'évolution & écologie" ainsi que le premier embryon de la structure pluridisciplinaire qu'il a en projet, le Centre d'Étude de l'Évolution & de ses Mécanismes (CEREM).
En 1981, élargissant le CEREM, il fonde l'Institut des Sciences de l'Evolution (ISEM) qu'il dirige jusqu'en 1990.
De 1978 à 1983 Louis Thaler assure également la présidence de l'Université des Sciences & Techniques du Languedoc (Montpellier 2).
En 2002 il est élu président de la commission scientifique sectorielle "Sciences biologiques & médicales" de l'IRD (Institut de recherche pour le développement)
[La chronologie suivante est à préciser]
Pour achever sa carrière, il accepte à Paris le poste de directeur adjoint de l'ENS chargé de la définition des programmes et des méthodes pédagogiques. Contrarié semble-t-il dans le développement de son projet par l'autoritarisme de la direction, il quitte sa fonction au bout d'un an et revient à Montpellier.
Il prend alors sa retraite, tout en restant très actif sur le plan de son réseau scientifique et il voyage, notamment au Brésil.

### Disparition
Louis Thaler disparait dramatiquement à 71 ans, le 18 juin 2002, tué sur le coup dans un accident de la circulation.

### Famille
- Louis Thaler est le neveu de Paul Ostoya (1904 - 1969).
- Il est marié à Hélène Thaler-Dao, docteur en médecine et chercheuse à l'INSERM, dont il a quatre fils. Les dernières années de sa vie sont assombries par la disparition prématurée de son fils ainé Jean-François.

## Apports scientifiques

### L'émergence d'une vision scientifique hardie dans un difficile contexte d’après-guerre
Son séjour à New York en 1957 et sa rencontre à vingt-sept ans avec George G. Simpson marqueront toute la suite de sa carrière scientifique. Louis Thaler en revient convaincu que la compréhension des mécanismes de l'évolution biologique exige une approche véritablement pluridisciplinaire, intégrant étroitement la paléontologie, l'écologie, la génétique. Il est devenu difficile aujourd'hui, alors que cette vision est désormais partagée par pratiquement tous les évolutionnistes, de faire apprécier son audace dans le paysage scientifique français de l’après-guerre, jusqu'aux années 1970, tel que l'a particulièrement bien décrit Cédric Grimoult. Non seulement la génétique, longtemps rejetée par l'Université, et l'écologie y sont encore balbutiantes, mais le Darwinisme lui-même, malgré déjà son siècle d'existence, y suscite encore de fortes réticences voire de la défiance. Ainsi moins de dix ans auparavant, en 1947, le CNRS organisait encore un colloque international "Paléontologie & transformisme", très marqué par le néo-lamarkisme "officiel" de l'école française, alignée derrière son pape, Pierre-Paul Grassé. Cet évènement avait eu au moins le mérite de faire venir à Paris les ténors du néo-darwinisme et de la "théorie synthétique", dont G.G. Simpson mais surtout les généticiens J.B.S. Haldane et T. Dobzhansky. Pourtant, mis à part un Cuénot convaincu depuis toujours, ils ne sont alors que quelques jeunes paléontologues de la génération de Louis Thaler, comme Henri Tintant ou Armand de Ricqlès, pour saisir réellement la portée scientifique et historique du mouvement amorcé outre-Atlantique et en Grande-Bretagne, et à s'y engager résolument. Charles Devillers, autre jeune paléontologue qui assista au colloque, note : "Celles et ceux (dont je suis) qui furent les témoins de cette réunion conservent le souvenir, inoubliable, de cette première ouverture sur la science qui évoluait à l'étranger. L'isolement scientifique total dans lequel nous venions de vivre était enfin rompu. (..) L'idée était magnifique qui réunissait, pour la première fois, des disciplines qui jusqu'alors s'ignoraient, des représentants de la Génétique et des représentants de la Paléontologie et les faisaient confronter leurs visions de l'évolution. (..) Au cours de ces séances, nous apprîmes qu'en pays anglo-saxons s'édifiait la Théorie Synthétique de l'Évolution (le prétendu "Néo-Darwinisme") qui, effectivement, synthétisait les résultats de la Génétique évolutive, ceux du Darwinisme, de la Systématique évolutive et de la Paléontologie."

### Le noyau initial
Dès son installation à Montpellier en 1961, à l'écart comme Henri Tintant à Dijon de l'"étouffoir" parisien, Louis Thaler "développe une paléontologie des populations de rongeurs qui trouve des applications dans la datation des terrains continentaux et ses travaux sont alors appréciés des géologues et autres paléontologues de son entourage (Maurice Mattauer, Louis Grambast). L'équipe de jeunes paléontologues dont il s'est entouré va étendre ce type de recherche à d'autres ordres que celui des rongeurs, et ainsi se forme un groupe de spécialistes des rongeurs mais aussi des insectivores, chiroptères, ongulés, primates et marsupiaux, voire des sélaciens".

### De la paléontologie à la génétique & des fossiles aux populations actuelles
En fait ce qui très tôt, bien au-delà des rongeurs, intéresse vraiment Louis Thaler, ce sont les mécanismes de l'évolution biologique en général. Très au fait des débats qui agitent la "planète néodarwinienne", aux États-Unis et en Grande-Bretagne, il a parfaitement intégré l'idée selon laquelle l'évolution ne se joue ni au niveau des individus ni des espèces mais de leurs populations, définies comme des groupements d'individus, sur une base locale plus ou moins étendue, susceptibles d'échanger leurs gènes à travers la reproduction.
Durant les années 1970-1980, il va alors consacrer l'essentiel de son énergie à développer, à la suite du laboratoire de paléontologie, un second pôle de compétences radicalement nouveau, voué à l'analyse du polymorphisme génétique. Il sait en effet que c'est la clef ouvrant la porte de deux disciplines, la phylogénétique moléculaire et la génétique des populations, qui sont devenues véritablement le pivot de la théorie synthétique. La première, de plus en plus centrale au sein de la biosystématique, permet de construire des "arbres évolutifs" qu'il est possible de recouper avec ceux issus de la paléontologie, de l'anatomie comparée ou de la biométrie. On peut ainsi "reconstituer le film", c'est-à-dire comprendre comment l'évolution d'un groupe s'est déroulée, dans le temps mais aussi dans l'espace. La phylogénétique moléculaire a donc une fonction plutôt descriptive des phénomènes évolutifs. La seconde quant à elle s'attache à dénouer les déterminismes des échanges et différenciations génétiques observés au niveau des populations, en recherchant notamment les effets des pressions de la sélection naturelle, ou a contrario du hasard (dérive), ou encore des contraintes spacio-temporelles (isolements, migrations, fluctuations d'effectif..). Son objectif est donc davantage explicatif.
Le laboratoire de génétique devient alors l'un des centres de référence en France pour la caractérisation du polymorphisme génétique, accueillant dans les deux décennies suivantes la collaboration, plus ou moins formelle et prolongée, de spécialistes de pratiquement tous les embranchements du règne animal.

### Au-delà de l'individu et de la population, l'écosystème..
Mais l'évolution des êtres vivants n'est pas limitée à celle de leurs génomes et de leurs caractéristiques physico-chimiques, constituants de leurs phénotypes. Elle concerne aussi leur écologie, leurs comportements et, bien au-delà de l'individu lui-même et de l'espèce biologique, c'est en fait la totalité des écosystèmes et de la biosphère qui évoluent.
C'est pourquoi Louis Thaler continue à étendre l'éventail des compétences fédérées au sein de son institut, d'abord vers la dynamique des populations de rongeurs et de leur éthologie. Plus tard enfin, après son départ, l'Institut élargira encore le domaine de ses recherches, passant de la diversité génétique à la biodiversité, c'est-à-dire de l'échelle de la population locale et de l'espèce biologique à celle de l'écosystème.

### Quelques idées fortes
Louis Thaler défend l'idée d'un phénomène évolutif se développant aux différents niveaux de la vie, du gène à la biosphère, en passant par l'individu, la population, l'espèce,.., mais à chacun selon une échelle de temps qui lui est propre.
Chercheur exigeant, il considère que la valeur d'un travail de recherche doit être établie d'après ses applications potentielles : pour la paléontologie c'est la stratigraphie, pour la génétique c'est la systématique, pour l'écologie c'est par exemple le fonctionnement des communautés insulaires.
"Les perspectives qu'il a frayées pour la compréhension des mécanismes profonds de l'évolution biologique sont au cœur des préoccupations des écologistes d'aujourd'hui. L'un des biologistes évolutionnistes les plus influents de sa génération, (..) il avait défendu une approche multidisciplinaire de l'évolution et de la biodiversité, en recherchant leurs divers déterminants dans des sciences jusqu'alors peu consultées."

## L'enseignant et le communicant
À cette recherche de qualité, il associe son enseignement et dès 1975, il crée une école d'évolutionnistes.
Le CEREM puis l'Institut des sciences de l'évolution sont dès le départ envisagés comme des centres d'enseignement par la recherche et, sous sa direction personnelle ou celle de ses collaborateurs, vont se former des dizaines de docteurs qui essaimeront dans tous les organismes de recherche fondamentale ou appliquée en sciences de la vie.
Brillant conférencier, il a, outre la mémoire de ses étudiants, marqué profondément celle de la plupart de ses auditeurs. Il s'intéresse également à la diffusion des connaissances scientifiques, portant une attention toute particulière à la qualité de ses articles de vulgarisation.
Naturellement communicant, il met son talent à "réseauter" au service de son institut dont il diffuse la cause avec succès au sein de tous les organismes de recherche et de nombreuses universités, d'abord à Montpellier mais aussi au niveau national (CNRS, INRA, ENSA Montpellier, IRD, CIRAD, IFREMER, MNHN...).

## Production scientifique

### Ouvrages
- Les Rongeurs fossiles du Bas-Languedoc dans leurs rapports avec l’histoire des faunes et de la stratigraphie du Tertiaire d’Europe, Paris, Ed. du Muséum, coll. « Mémoires du Muséum national d'histoire naturelle, nouvelle série / C - Sciences de la terre » (no XVII), 1966, 296 p.

### Publications scientifiques
- 1967 : L. Grambast, M. Martinez, M. Mattauer et L. Thaler, « Perutherium Altiplanense, Nov. Gen. Nov. Sp., premier mammifère mézozoïque d'Amérique du Sud », Comptes rendus hebdomadaire des séances de l'académie des Sciences Série D, vol. 264, no 5,‎ 1967, p. 707 (lire en ligne)
- 1975 :  Christian Montenat, Louis Thaler et John A. van Couvering, « La faune de rongeurs de Librilla: corrélations avec les formations marines du Miocène terminal et les datations radiométriques du volcanisme de Barqueros (Province de Murcia, Espagne méridionale) », Académie des Sciences,‎ 1975
- 1977 : Jean-Jacques Jaeger, Nieves Lopez Martinez, Jacques Michaux et Louis Thaler, « Les faunes de micromammifères du Néogène supérieur de la Méditerranée occidentale; biochronologie, corrélations avec les formations marines et echanges intercontinentaux », Bulletin de la Société Géologique de France, vol. 7, no 3,‎ janvier 1977, p. 501-506 (lire en ligne)
- 1984 : (en) François Bonhomme, Josette Catalan, Janice Britton-Davidian, Verne M. Chapman, Kazuo Moriwaki, Eviatar Nevo et Louis Thaler, « Biochemical diversity and evolution in the genus Mus », Biochemical Genetics, vol. 22, no 3,‎ 1984, p. 275–303 (DOI 10.1007/BF00484229, lire en ligne)
- 1988 : Flavie Vanlerberghe, Pierre Boursot, Josette Catalan, Svestoslav Gerasimov, François Bonhomme, B. Atanassov Botev et Louis Thaler, « Analyse génétique de la zone d'hybridation entre les deux sous-espèces de souris Mus musculus domesticus et Mus musculus musculus en Bulgarie », Génome, vol. 30, no 3,‎ 1988, p. 427-437 (DOI 10.1139/g88-072, lire en ligne)
- 1989 : (en) Janice Britton-Davidian, Joseph H. Nadeau, Henri Croset et Louis Thaler, « Genic differentiation and origin of Robertsonian populations of the house mouse (Mus musculus domesticus Rutty) », Genetical research, vol. 53, no 1,‎ 1er février 1989, p. 29-44 (DOI 10.1017/S0016672300027841, lire en ligne)
- 1990 : (en) J. X. She, F. Bonhomme, P. Boursot, L. Thaler et F. Catzeflis, « Molecular phylogenies in the genus Mus: Comparative analysis of electrophoretic, scnDNA hybridization, and mtDNA RFLP data », Biological Journal of the Linnean Society, vol. 41, no 1‐3,‎ 1990, p. 83-103 (DOI 10.1111/j.1095-8312.1990.tb00823.x, lire en ligne)
- 1997 : (en) Stéphane Boissinot, Ivan Ineich, Louis Thaler et Claude-P. Guillaume, « Hybrid Origin and Clonal Diversity in the Parthenogenetic Gecko, Lepidodactylus lugubris in French Polynesia », Journal of Herpetology, vol. 31, no 2,‎ juin 1997, p. 295-298 (DOI 10.2307/1565401, lire en ligne)

### Articles de vulgarisation
- « Nanisme et gigantisme insulaires », La Recherche, no 37,‎ 1973, p. 741-750 (lire en ligne)
- « L'espèce, type ou population », Courrier de l'environnement de l'INRA, Sauve qui peut !, no 10,‎ 1998 (lire en ligne)